# Inpsasel
El Instituto Nacional de Prevención, Salud y Seguridad Laborales (Inpsasel) fue creado el 17 de agosto de 2002, bajo decreto presidencial Nº 1785, publicado en la Gaceta Oficial Nº 37.448. Está encargado de diseñar y ejecutar la política nacional en materia de prevención, salud y seguridad en el trabajo. Fue creado bajo lo establecido en el Artículo 12 de la Ley Orgánica de Prevención, Condiciones y Medio Ambiente de Trabajo, promulgada en el año 1986..
Tiene su sede principal en La Candelaria, pero en la mayoría de los estados o regiones tiene sus Gerencias Estadales de Salud de Los Trabajadores (Geresat), anteriormente llamados Direcciones Estadales de Salud para los Trabajadores (Diresat). 
Es un organismo adscrito al Ministerio del Poder Popular para el Proceso Social de Trabajo. 
Actualmente el portal web del Instituto está fuera de servicio. Twitter oficial: https://twitter.com/Inpsasel_vzla

## Estructura
- Existen Gerencias Estadales de Salud de Los Trabajadores (Geresat)

Sede Central: Esq. Manduca a Ferrenquin, Edificio Luz Garden, Urbanización La Candelaria, Caracas, Distrito Capital, Gran Caracas

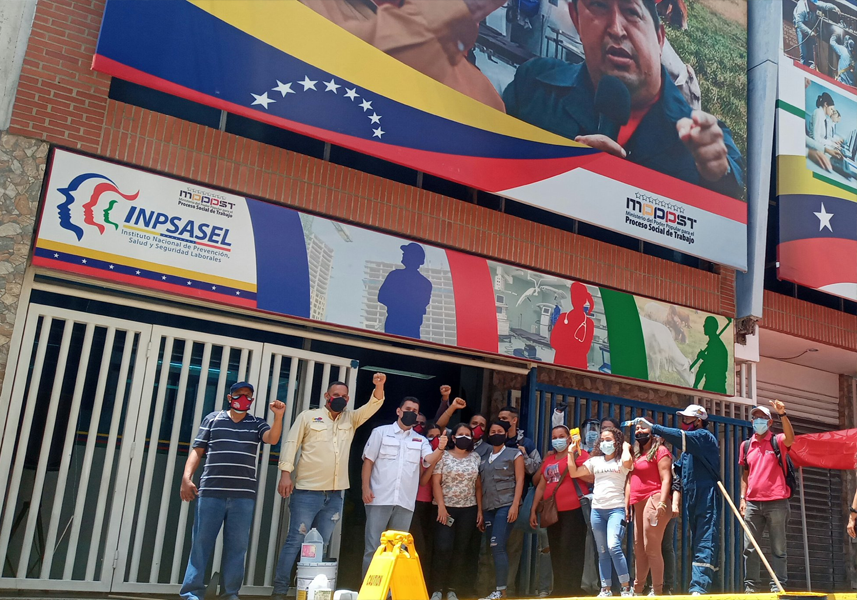
Fachada de la Sede Principal del Inpsasel en La Hoyada

## Presidentes
| Orden | Nombre                             | Período       | Decreto, Resolución, Gaceta Oficial                                                                         |
| ----- | ---------------------------------- | ------------- | --- |
| 1     | José V. Michelangelli              | 1992 -        | Decreto Nº 2516, publicado en Gaceta Oficial Nº 35.045, de fecha 03/09/1992                                 |
| 2     | Enrique Agüero Gorrín              | 2000 -        | Decreto Nº 679, publicado en Gaceta Oficial Nº 36.885, de fecha 04/02/2000                                  |
| 3     | Francisco Solano González Reátegui | 2002 - 2005   | Decreto Nº 1.785, publicado en Gaceta Oficial Nº 37.448 del 22/05/02                                        |
| 4     | Jhonny Picone Briceño              | 2005 - 2007   | Decreto Nº 3.742, publicado en Gaceta Oficial Nº 38.224 del 08/07/05                                        |
| 5     | Gustavo Sequera                    | 2007 - 2008   | Decreto Nº 5.542, publicado en GacetaOficial Nº 38.757 del 29/08/2007.                                      |
| 6     | Vicente Javier Correa Navas        | 2008 - 2009   | Decreto Nº 6.347, publicado en Gaceta Oficial Nº 39.001 del 25/08/2008, hasta 11/03/2009.                   |
| 7     | Jhonny Picone Briceño              | 2009 - 2009   | Gaceta Oficial número 39.136, de fecha miércoles 11 de marzo de 2009.                                       |
| 8     | Néstor Valentín Ovalles            | 2009 -        | Resolución de la Vicepresidencia de la República, publicado en Gaceta Oficial N° 39.325 de fecha 10/12/2009 |
| 9     | Geovanni José Peña González        | 2018 -        | Decreto DGCJ No. 3.587 del 23 de agosto de 2018                                                             |
| 10    | Jesús Rafael Ortega Rauseo         | 2021 - 2022   | Decreto N° 4.562 de fecha 17 de agosto de 2021                                                              |
| 11    | Rusbel José Rondón Mata            | 2022 - 2024   | Decreto N° 4.709 de fecha 19 de julio de 2022                                                               |
| 12    | Zulima Coromoto Pérez Jiménez      | 2024 - Actual | Decreto 5014, publicado en Gaceta Oficial N° 42.978 de fecha viernes 4 de octubre de 2024.                  |

## Enláces externos
- MPPPST

- Datos: Q115798879